# Zespół przyrodniczo-krajobrazowy „Góry Wapienne”
Zespół Przyrodniczo-Krajobrazowy „Góry Wapienne” – zespół przyrodniczo-krajobrazowy ustanowiony w 1995 roku uchwałą Rady Gminy w Burzeninie.

## Charakterystyka
Obszar ten leży w województwie łódzkim w powiecie sieradzkim na terenie gminy Burzenin na południowy zachód od wsi Burzenin, przy drodze do Szynkielowa. W całości leży w granicach Parku Krajobrazowego Międzyrzecza Warty i Widawki. Zajmuje powierzchnię 3,64 ha.
Obejmuje on fragment krawędzi doliny rzeki Warty, gdzie odsłonięte zostały górnojurajskie wapienie i margle. Florystycznie, stanowisko to jest cenne ze względu na występowanie tu muraw kserotermicznych oraz muraw psammofilnych. Ponadto w południowej części znajdują się okazy jałowca pospolitego.